# Дейниченко Тимофій Олександрович
Тимофій Олександрович Дейниченко (біл. Цімафей Аляксандравіч Дзейнічэнка; нар. 5 листопада 1986, Гомель, Білоруська РСР) — білоруський борець греко-римського стилю, срібний призер чемпіонату світу, срібний призер та чемпіон Європи, дворазовий призер кубку світу, учасник Олімпійських ігор. Майстер спорту Білорусі міжнародного класу з греко-римської боротьби.

## Біографія
Боротьбою займається з 1997 року. У 2011 закінчив факультет фізичного виховання Гомельського державного університету імені Ф. Скорини.

## Спортивні результати на міжнародних змаганнях

### Виступи на Олімпіадах
| Змагання                                   | Збірна   | Вагова категорія                 | Місце |
| ------------------------------------------ | -------- | -------------------------------- | ----- |
| Боротьба на літніх Олімпійських іграх 2012 | Білорусь | греко-римська боротьба, до 96 кг | 5     |
| Боротьба на літніх Олімпійських іграх 2016 | Білорусь | греко-римська боротьба, до 98 кг | 14    |

### Виступи на Чемпіонатах світу
| Змагання                        | Збірна   | Вагова категорія                 | Місце  |
| ------------------------------- | -------- | -------------------------------- | ------ |
| Чемпіонат світу з боротьби 2009 | Білорусь | греко-римська боротьба, до 96 кг | 19     |
| Чемпіонат світу з боротьби 2010 | Білорусь | греко-римська боротьба, до 96 кг | Срібло |
| Чемпіонат світу з боротьби 2011 | Білорусь | греко-римська боротьба, до 96 кг | 5      |

### Виступи на Чемпіонатах Європи
| Змагання                         | Збірна   | Вагова категорія                 | Місце  |
| -------------------------------- | -------- | -------------------------------- | ------ |
| Чемпіонат Європи з боротьби 2007 | Білорусь | греко-римська боротьба, до 96 кг | 25     |
| Чемпіонат Європи з боротьби 2008 | Білорусь | греко-римська боротьба, до 96 кг | 18     |
| Чемпіонат Європи з боротьби 2009 | Білорусь | греко-римська боротьба, до 96 кг | 5      |
| Чемпіонат Європи з боротьби 2010 | Білорусь | греко-римська боротьба, до 96 кг | Срібло |
| Чемпіонат Європи з боротьби 2011 | Білорусь | греко-римська боротьба, до 96 кг | Золото |
| Чемпіонат Європи з боротьби 2012 | Білорусь | греко-римська боротьба, до 96 кг | 23     |

### Виступи на Європейських іграх
| Змагання              | Збірна   | Вагова категорія                 | Місце |
| --------------------- | -------- | -------------------------------- | ----- |
| Європейські ігри 2015 | Білорусь | греко-римська боротьба, до 98 кг | 5     |

### Виступи на Кубках світу
| Змагання                    | Збірна   | Вагова категорія                 | Місце  |
| --------------------------- | -------- | -------------------------------- | ------ |
| Кубок світу з боротьби 2011 | Білорусь | греко-римська боротьба, до 96 кг | Срібло |
| Кубок світу з боротьби 2012 | Білорусь | греко-римська боротьба, до 96 кг | Бронза |

### Виступи на інших змаганнях
| Змагання                                                         | Збірна   | Вагова категорія                 | Місце  |
| ---------------------------------------------------------------- | -------- | -------------------------------- | ------ |
| Олімпійський кваліфікаційний турнір з боротьби 2008 (Роме-Остія) | Білорусь | греко-римська боротьба, до 96 кг | 7      |
| Гран-прі Німеччини з боротьби 2008                               | Білорусь | греко-римська боротьба, до 96 кг | Бронза |
| Турнір Івана Піддубного 2009                                     | Білорусь | греко-римська боротьба, до 96 кг | Золото |
| Гран-прі Німеччини з боротьби 2009                               | Білорусь | греко-римська боротьба, до 96 кг | Золото |
| Кубок Президента Казахстану з боротьби 2011                      | Білорусь | греко-римська боротьба, до 96 кг | Бронза |
| Кубок Владислава Питласинські 2011                               | Білорусь | греко-римська боротьба, до 96 кг | Срібло |
| Меморіал Олега Караваєва 2011                                    | Білорусь | греко-римська боротьба, до 96 кг | Срібло |
| Золотий Гран-прі з боротьби 2012 (Стамбул)                       | Білорусь | греко-римська боротьба, до 96 кг | 12     |
| Меморіал Олега Караваєва 2014                                    | Білорусь | греко-римська боротьба, до 98 кг | Бронза |
| Гран-прі FILA 2015                                               | Білорусь | греко-римська боротьба, до 98 кг | Бронза |
| Турнір Вехбі Емре і Гаміта Каплана 2015                          | Білорусь | греко-римська боротьба, до 98 кг | 5      |
| Кубок Владислава Пітласинські 2015                               | Білорусь | греко-римська боротьба, до 98 кг | 13     |
| Меморіал Олега Караваєва 2015                                    | Білорусь | греко-римська боротьба, до 98 кг | Срібло |
| Турнір Івана Піддубного 2016                                     | Білорусь | греко-римська боротьба, до 98 кг | 14     |
| Гран-прі Угорщини з боротьби 2016                                | Білорусь | греко-римська боротьба, до 98 кг | 16     |
| Олімпійський кваліфікаційний турнір з боротьби 2016 (Зренянин)   | Білорусь | греко-римська боротьба, до 98 кг | 5      |
| Кубок Владислава Пітласинські 2016                               | Білорусь | греко-римська боротьба, до 98 кг | Бронза |

### Виступи на змаганнях молодших вікових груп
| Змагання                                       | Збірна   | Вагова категорія                 | Місце  |
| ---------------------------------------------- | -------- | -------------------------------- | ------ |
| Чемпіонат Європи з боротьби серед юніорів 2005 | Білорусь | греко-римська боротьба, до 84 кг | Бронза |
| Чемпіонат Європи з боротьби серед юніорів 2006 | Білорусь | греко-римська боротьба, до 84 кг | 11     |
| Чемпіонат світу з боротьби серед юніорів 2006  | Білорусь | греко-римська боротьба, до 84 кг | 12     |